# De vonkende vuurman
De vonkende vuurman is het tweehonderdachtentwintigste stripverhaal uit de reeks van Suske en Wiske. Het is gemaakt door Marc Verhaegen.
Het is gepubliceerd in TV Ekspres van september 1994 tot en met augustus 1995. De eerste albumuitgave in de Vierkleurenreeks was in november 1995, met nummer 246.
Het verhaal is gebaseerd op de legende van Petrus van Gorp, die zich in Turnhout afspeelde. Daar zouden ooit vreemde demonen rondgelopen hebben. Het werd speciaal gemaakt ter promotie van de Turnhoutse Stripgidsdagen van 1995.

## Locaties
- België, de Kempen, Turnhout met de Grote Markt, de Liereman, Oud-Turnhout, boerderij van Treestantje, het Taxandriamuseum, het Begijnhof, de Warande (kasteel), park met vijver en ondergrondse gangen, stadhuis

## Personages
- Suske, Wiske, tante Sidonia, Lambik, Jerom, Jantje Smet (de vonkende vuurman), Nora (Achturenmoer), Kees en Koos, Kleine Peerken, Treestantje (Theresa), bewaker van museum, brandweer, ober, gasten café, oud-ijzerhandelaar, medewerkers gemeente, Magda, Danny, Van Gompel, kabouters

## Het verhaal
Lambik neemt Suske en Wiske mee naar de Kempen, ze logeren bij Treestantje die voor wat hulp op het erf gratis kamers beschikbaar heeft. Treestantje vertelt dat de boerderij “Den Diepe” heette en bewoond werd door de familie Van Gorp uit Ravels. Een boerderij in de buurt heette “De Vuilkar”, maar dan zien de vrienden brand in de schuur en ontdekken een man met vuur uit zijn mond. De man vertelt dat hij de vuurman is, hij is al 134 jaar dood. Hij woonde op “De vuilkar” en groef een grenspaal uit en zette deze verder op het land van zijn buren. Hij heeft geen rust totdat hij de plek vindt waar de paal moet staan en Treestantje vertelt dat dit Jantje Smet is en kleine Peerken heeft de grenspalen met zijn vuisten de grond in geslagen. Kleine Peerken was 2 meter en 18 centimeter groot en zijn klompen liggen in het Taxandriamuseum, zodat Treestantje hem om hulp kan vragen. De vrienden zien dan dat ze worden afgeluisterd, maar raken deze figuur kwijt. Kees en Koos willen de klompen stelen en kunnen de zonderlinge figuur verslaan. De vrienden ontdekken dat de vuurman is ontsnapt en Lambik gaat alleen op zoek naar hem, terwijl Suske en Wiske op weg gaan naar de klompen. De kinderen horen dat de klompen die nacht gestolen zijn en ontdekken een vastgebonden vrouw in een kast, Wiske ziet dat dit de persoon is die hen de vorige dag heeft afgeluisterd. De vrouw vertelt dat ze Achturenmoer is, de schrik van de kinderen. De bewaker weet dat dit de heks van Turnhout is en wordt versteend als hij haar aan wil vallen. Lambik gaat met een brandblusser door de stad en ziet de vuurman in een omroepwagen.
Lambik neemt de vuurman mee naar een café en ze drinken Gueuze Lambik, de vuurman vertelt dat hij verloofd was met Nora. Nora was een slechte vrouw en ze wilden de buren dwarszitten om zo na jaren de grond goedkoop over te nemen. Enkele maanden voor het huwelijk kwam een andere familie naar het dorp en de vuurman werd verliefd op Theresa en trouwde met haar. Ze hadden slechte oogsten en hij verplaatste een grenspaal, maar Nora had zich verdiept in zwarte magie en vervloekte hem. Hij raakte aan de drank en zijn vrouw stierf van verdriet, ook na zijn dood vond de vuurman geen rust. Kees en Koos brengen de klompen naar Treestantje en de vrouw begint met een ritueel, waarna Kleine Peerken tevoorschijn komt. Treestantje vertelt dat Jantje Smet hulp nodig heeft, maar Peerken vindt het zijn verdiende loon. Dan komt Kees en laat de afscheidsbrief van Peerken aan zijn moeder zien, hij beloofde een gouden gulden te geven maar overleed plotseling aan een onbekende ziekte voordat hij dit kon doen. Kees wil deze gouden gulden en heeft al veel museums overvallen om het ding te vinden. Achturenmoer tovert zich om tot een beeldschone vrouw en verleidt Lambik, de vuurman gaat alleen verder.
Kleine Peerken gaat op zoek naar de vuurman en Suske en Wiske horen Kees en Koos praten, de gulden heeft een mechanisme en binnenin zit de schat van Anna Pavlovna. Ze werd in 1829 in Brussel beroofd door de Zwitserse Constant Polari, hij vluchtte naar Amerika en verborg de juwelen. Polari werd in 1830 opgepakt, maar de schat werd nooit gevonden. Kees vond een brief van Suzanne Blanche, een vriendin van Polari, en weet dat de schat nog altijd bestaat. De vuurman gaat naar het stadhuis en wil grondbeschrijvingen van zijn boerderij zien, maar veroorzaakt per ongeluk brand. Lambik wordt door Achturenmoer neergeslagen en ze betovert enkele mannen in kabouters. Kleine Peerken vindt de kabouters en wil Achturenmoer zoeken, de vuurman gaat met Suske en Wiske in een boot de vijver op. De boot zinkt door het vuur, maar de kinderen kunnen de vuurman redden. Ze gaan met een treintje verder, maar Kees en Koos laten springstof ontploffen. Suske en Wiske worden aan de spoorrails vastgebonden en in de vijver gegooid en de vuurman wordt meegenomen. Tante Sidonia heeft alles op de radio gehoord en vindt Lambik bewusteloos in een café. Als ze buiten komen zien ze veel kabouters en horen dat de Achturenmoer razend is omdat ze de vuurman niet kan vinden. Kleine Peerken en de kabouters vinden de Achturenmoer, de heks betovert straatstenen en een gevecht begint. Treestantje heeft de versteende museumwachter onttoverd en is naar Turnhout gegaan, ze ziet het gevecht en kan met een wals de straatstenen verslaan. Kleine Peerken vertelt dat zijn ouders arm waren, hij trok eropuit om op kermissen in Vlaanderen en Nederland geld te verdienen met zijn spierkracht en forse gestalte.
Kleine Peerken trad op in Parijs en gaf alles aan zijn ouders, hij is woedend dat Jantje Smet grond van zijn ouders stal. Lambik en tante Sidonia horen van een kabouter dat twee kinderen in de vijver zijn gezonken en Lambik duikt in het water. Hij vindt niks en gaat met tante Sidonia terug naar de stad, ze ontmoeten Treestantje en horen wat er is gebeurd. Kees en Koos sluiten de vuurman op in het Warandekasteel en Suske en Wiske zijn door de bodem van de vijver gezakt en komen in een gangenstelsel. De kabouters vertellen Kleine Peerken dat de vuurman in het kasteel is en tante Sidonia en Lambik gaan met hem mee. Peerken geeft Kees en Koos de munt en deze wordt open geklikt, de mannen laten de vuurman dan vrij maar gooien hem uit het raam. Achturenmoer zorgt ervoor dat de vuurman niet te pletter valt en laat hem over de stad zweven. Suske en Wiske vinden een trap in de gang en Kees en Koos vinden een kaart van het Warandekasteel met een pijl naar de linkerbovenhoek. De stad staat in brand door de zwevende vuurman en Kleine Peerken duikt in de vijver en gaat met de grenspaal op pad, hij slaat de paal op de juiste plek in de grond en alles wordt normaal. Als de Achturenmoer de vuurman en Kleine Peerken wil vernietigen blijkt Treestantje Therese te zijn en de Achturenmoer vlucht weg na zoveel liefde. De vervloeking is verbroken en Suske brengt de gouden munt terug, de kinderen hebben een torenkamer gevonden en hebben Kees en Koos overmeesterd. Kleine Peerken vertelt dat hij het kaartje zelf in de munt heeft gestopt en hij verdwijnt met Jan en Therese op wolkjes.
Op het einde van het verhaal duikt de politie op met een gigantische stapel lezersbrieven. Lambik reed helemaal op het begin namelijk verkeerd in een eenrichtingsstraat en dit is vele lezers opgevallen. Als straf moet Lambik al de brieven beantwoorden.

## Achtergronden bij het verhaal
- Er bestaan vele folkloreverhalen over vuurmannen, zoals Van gloeiende kerels en kerkekruiers. De plot werd echter geïnspireerd op twee verschillende verhalen: in het ene verhaal verzette een man ooit een grenspaal waardoor hij een stuk grond van zijn buurman innam en moest hij als straf voor eeuwig met het ding rondsjouwen (zie ook Petrus van Gorp) Een ander verhaal vertelt over een herder die meineed pleegde nadat hij de geldbeurs van zijn baas vond en voor zichzelf hield. Toen zijn baas hem vroeg of hij diens beurs had gevonden, loog de herder en zwoer: "Als ik de beurs gevonden heb, dan wil ik eeuwig branden als een hellevlam."
- Ook andere Turnhoutse legendes worden vermeld, zoals de kleine mannetjes, Klein Peerken en de Achturenmoer.
- Het Begijnhof staat op de Werelderfgoedlijst van UNESCO.
- De scène waarin Suske en Wiske vastgebonden aan een spoorrails in het water worden gegooid komt ook voor in het Kiekeboealbum Het geslacht Kinkel (1995). In dit album beginnen de lezers uit verveling over de plot van het Kiekeboe-album te zappen naar andere stripreeksen.
- Kabouter Van Gompel, die in strook 141 en 142 door Tante Sidonia door elkaar geschud wordt, is een karikatuur van journalist Patrick Van Gompel, die de jaarlijkse Stripgidsdagen organiseert in Turnhout.
- De vuurman kreeg de naam Jantje Smet mee. Dat is een verwijzing naar Jan Smet, Turnhoutenaar en grondlegger van het striptijdschrift Stripgids en de Stripgidsprijs, die uitgroeide tot de Bronzen Adhemar.